# ملعب داكنام
ملعب داكنام (بالهولندية: Daknamstadion) ملعب كرة قدم يقع في مدينة لوكيرين ببلجيكا. وهو الملعب الرئيسي لفريق لوكيرين.
في حوالي عام 1980 كان هذا الملعب يسع لحوالي 18000 متفرج، ولكن لدواعي أمنية تم تخفيض الطاقة الاستيعابية إلى 9650 متفرج. وفي عام 2008 كان لدى المسئولين في النادي خطط لتوسيع الملعب بزيادة 1760 مكان.
وفي يوم 3 مارس عام 2010 استضاف الملعب مباراة منتخب بلجيكا ضد منتخب مالطا في بطولة أوروبا تحت-21 لكرة القدم والتي انتهت بفوز المنتخب البلجيكي بهدف أحرزه اللاعب سفين كومس من ضربة جزاء في الدقيقة 74.